# De Hoop (Harderwijk)
De windkorenmolen De Hoop staat aan de Havendijk 2 in Harderwijk. De stellingmolen is gebouwd als vervanging van een eerdere molen uit 1911 aan de Strandboulevard, die in 1969 uitbrandde. Hoewel het plan voor herbouw op een andere locatie al snel kwam, heeft herbouw door diverse omstandigheden lang geduurd. Voor de nieuwe molen De Hoop is gebruikgemaakt van de romp van de Molen van Reerink te Oldenzaal. Deze is in 1993 door de Harderwijker Molenstichting aangekocht. De molen is herbouwd door de firma Vaags uit Aalten. In 1998 werd De Hoop in bedrijf gesteld en in 1999 werd hij voor het publiek geopend.
De houten achtkant stamt uit 1779. Toen werd de in 1693 in Weesp gebouwde molen na brand herbouwd. In 1913 werd de molen gesloopt en vervolgens in Oldenzaal weer opgebouwd ter vervanging van de Bisschopsmolen, een standerdmolen. Begin september 1993 werd het houten achtkant overgebracht naar Harderwijk en in 1995 werd met de opbouw van de molen aan de Vissershaven begonnen. Bij de invaart herinneren de drie gevelstenen aan dit verleden.
De Hoop heeft drie koppels maalstenen, waarvan één koppel elektrisch wordt aangedreven. Er is een koppel met 17der (150 cm doorsnede) blauwe stenen en een koppel 17der kunststenen. Het elektrisch aangedreven maalkoppel heeft ook 17der kunststenen.
De gietijzeren bovenas is in 1997 gegoten door de Gieterij Hardinxveld en heeft het nummer 77.
Het gevlucht heeft dubbelstraals fokwieken met remkleppen. De gelaste, 26,30 m lange roeden zijn in 1997 gemaakt door de fabr. Buurma/Naaijer en hebben de nummers 343 voor de binnenroede en 342 voor de buitenroede. De molen wordt gevangen (geremd) met een Vlaamse blokvang, die wordt bediend met een wipstok. De vang bestaat uit vijf vangstukken. In de ezel zit voor het scharnieren van de vangbalk een schuif, waardoor een traploze afstelling van de vangbalk mogelijk is.
De kap heeft een Engels kruiwerk, dat wordt bediend met een kruirad met rondgaande kruiketting.
Het maalgoed wordt geluid (opgehesen) met een sleep luiwerk. De luitafel drijft ook andere werktuigen aan met behulp van aandrijfriemen.
De lange spruit ligt achter het bovenwiel. Het oude bovenwiel, dat nu op de maalzolder staat, is vervangen door een nieuw bovenwiel.

## Overbrengingen
- De overbrengingsverhouding is 1 : 6,18.
- Het bovenwiel heeft 59 kammen en de bonkelaar heeft 27 kammen. De koningsspil draait hierdoor 2,185 keer sneller dan de bovenas. De steek, de afstand tussen de staven, is 14,7 cm.
- Het spoorwiel heeft 99 kammen en de steenrondsels 35 staven. De steenrondsels draaien hierdoor 2,83 keer sneller dan de koningsspil en 6,18 keer sneller dan de bovenas. De steek is 10,5 cm.

Het object heeft de status rijksmonument.

## Fotogalerij

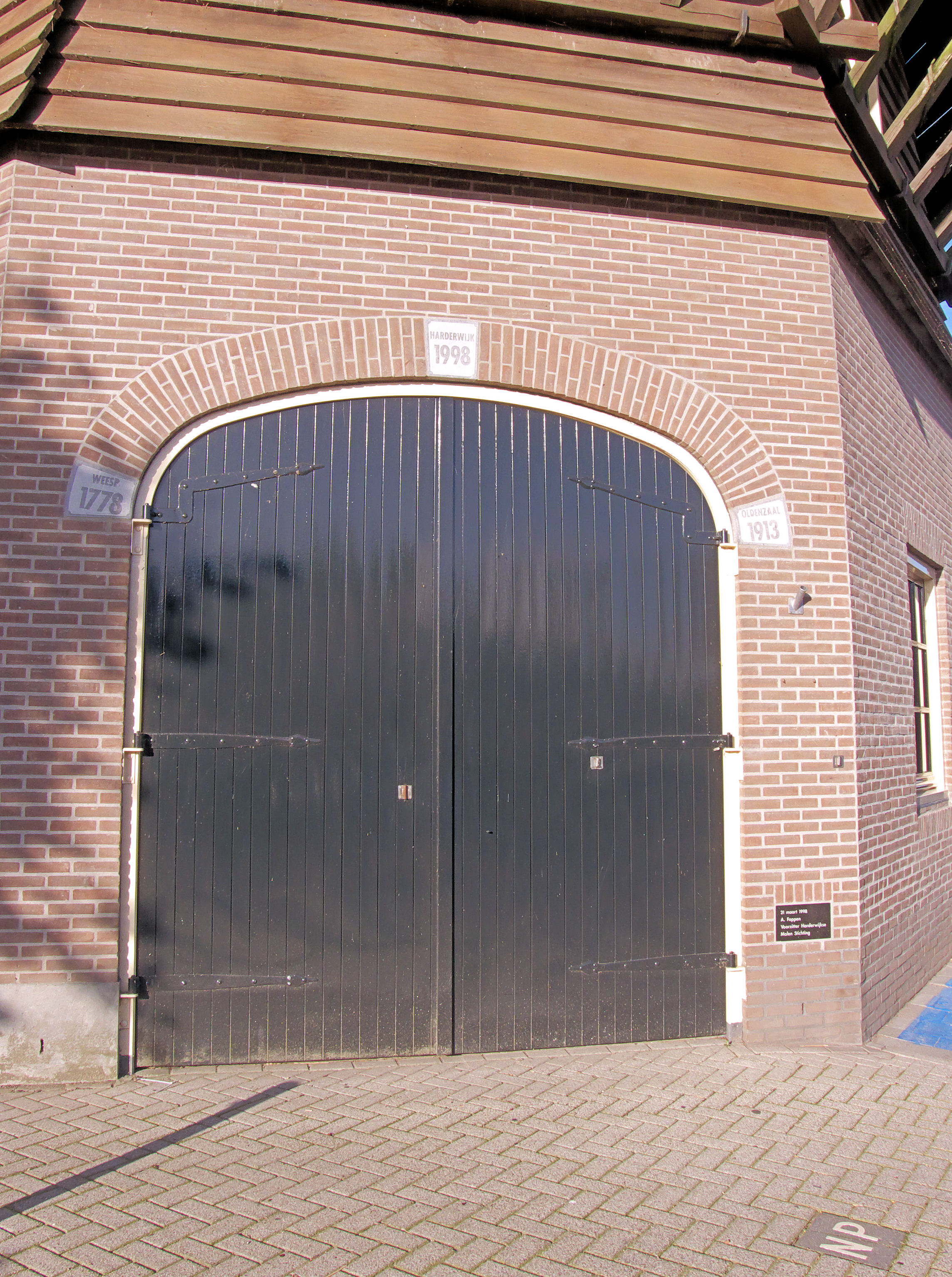
Invaart met gevelstenen waarop jaartal van de bouw en latere verplaatsingen: Weesp 1778, Oldenzaal 1913, Harderwijk 1998.
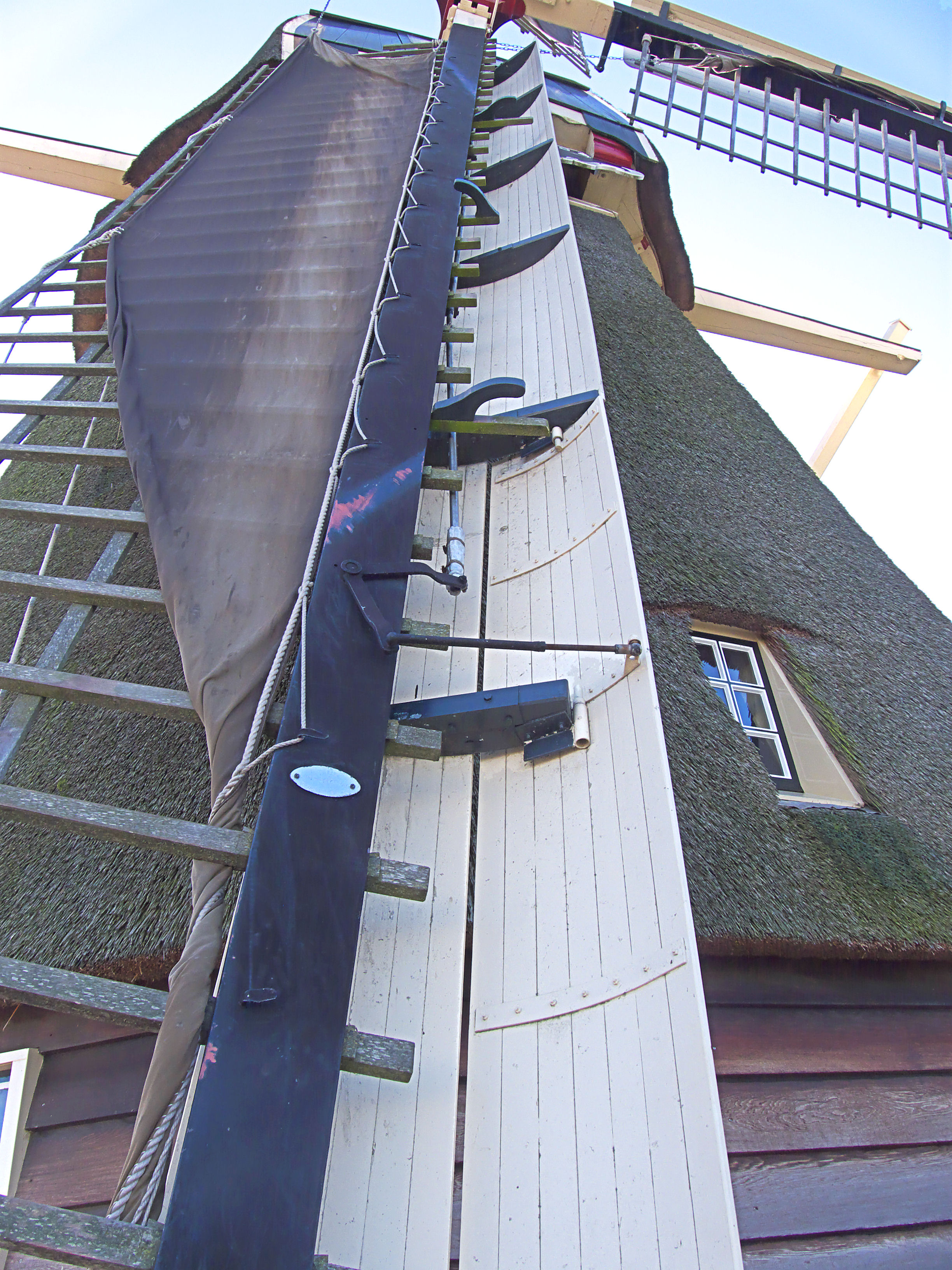
Fokwiek
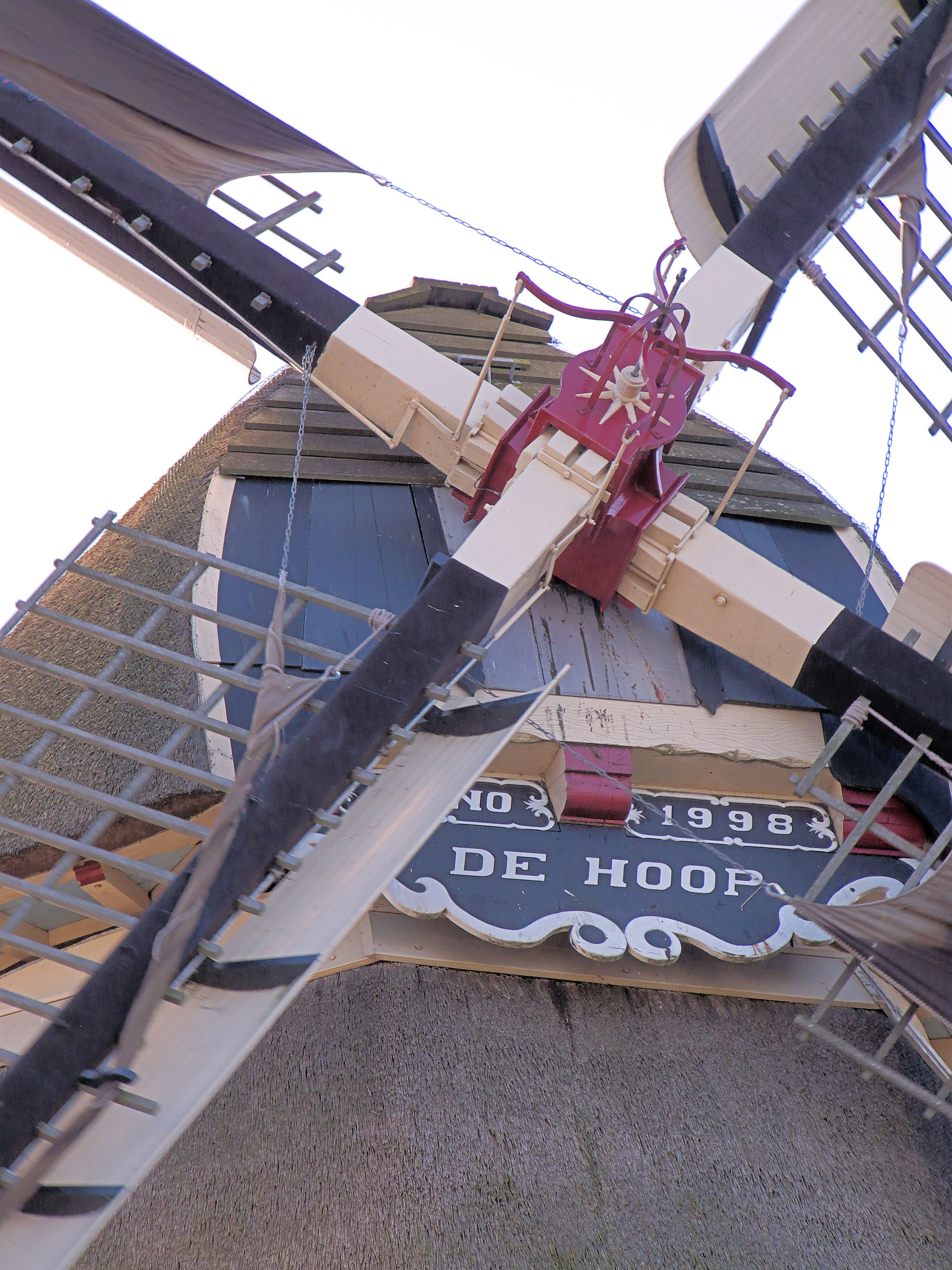
Askop met spin
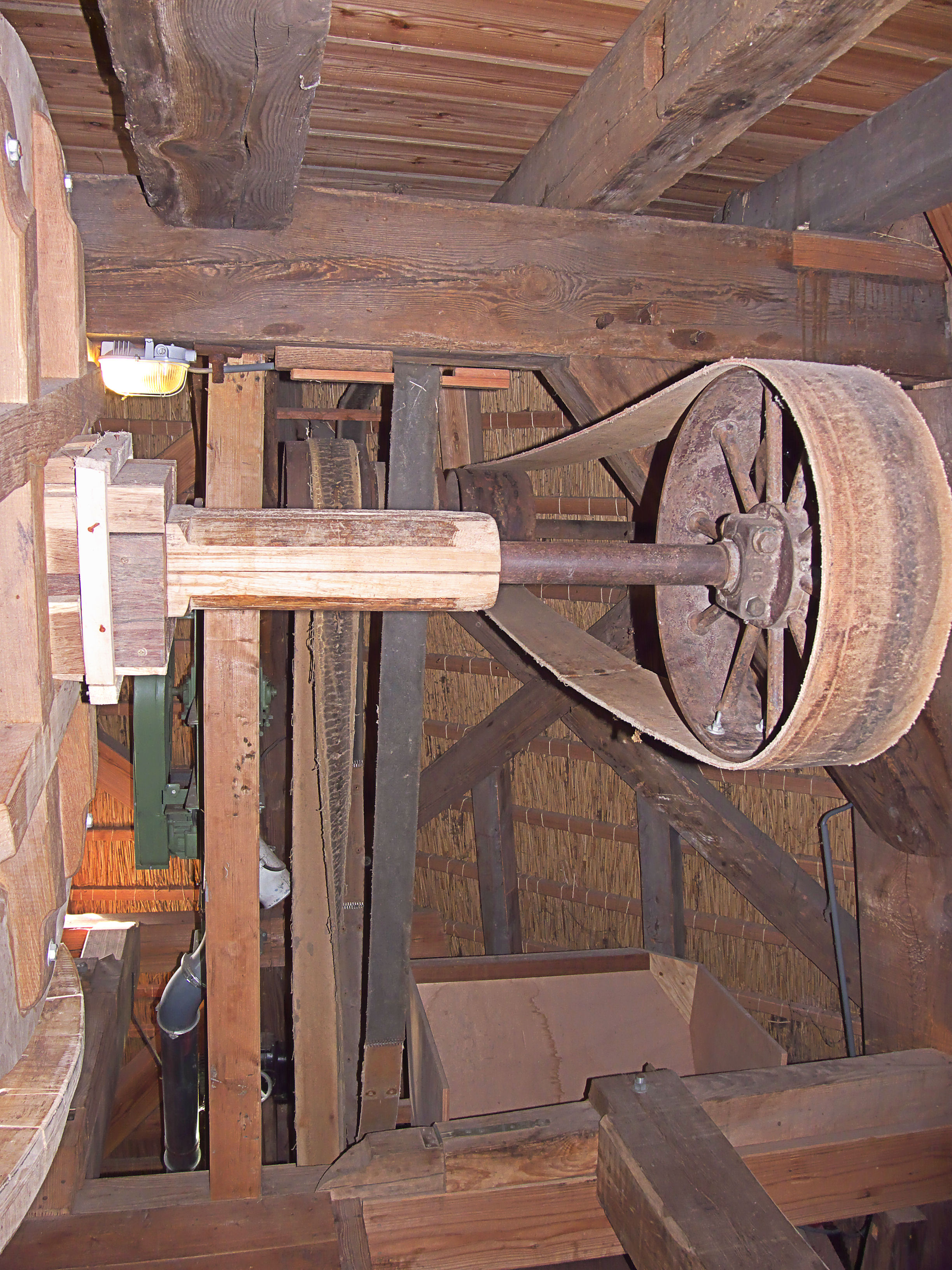
Aandrijving door luitafel
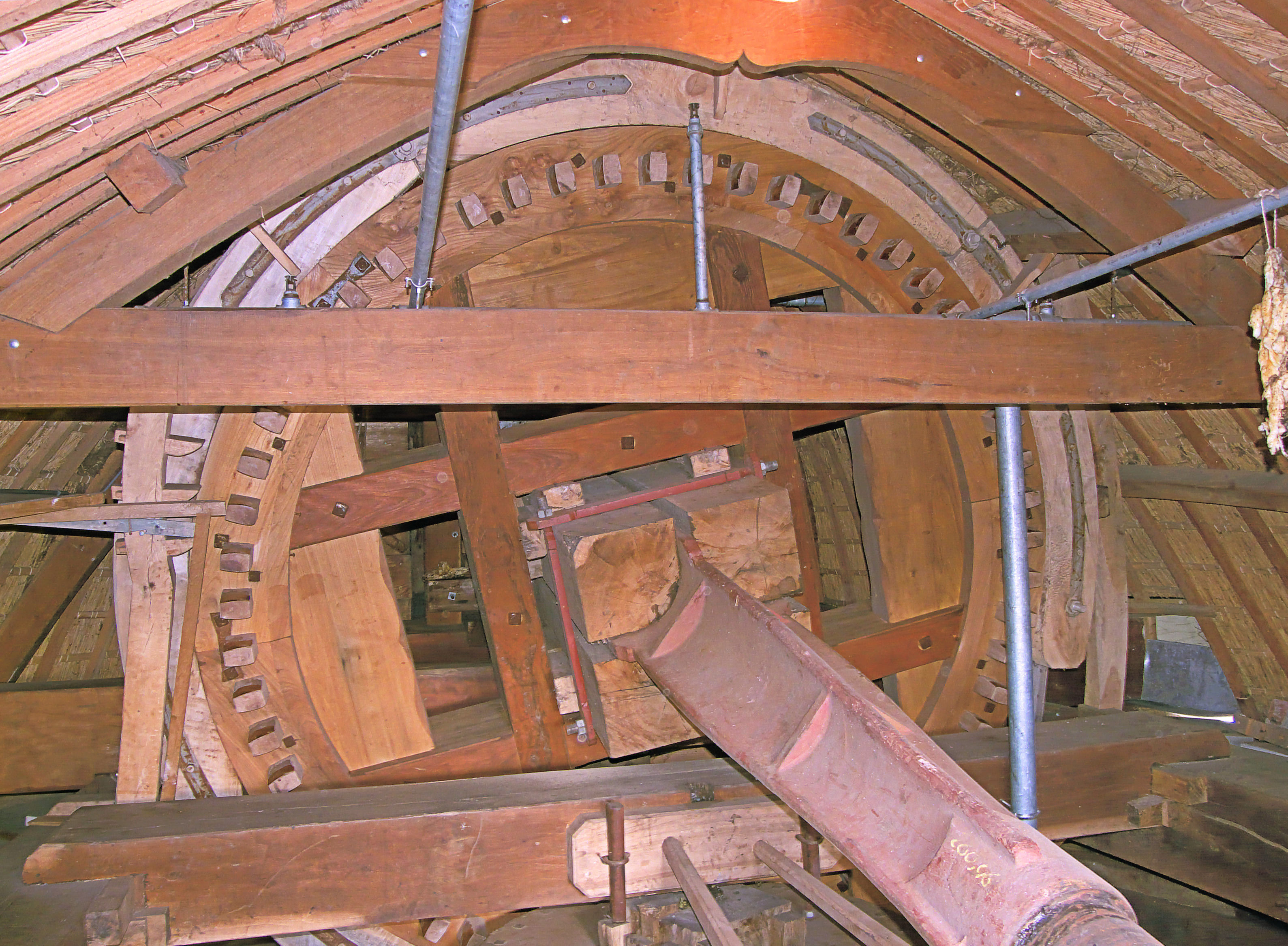
Bovenwiel
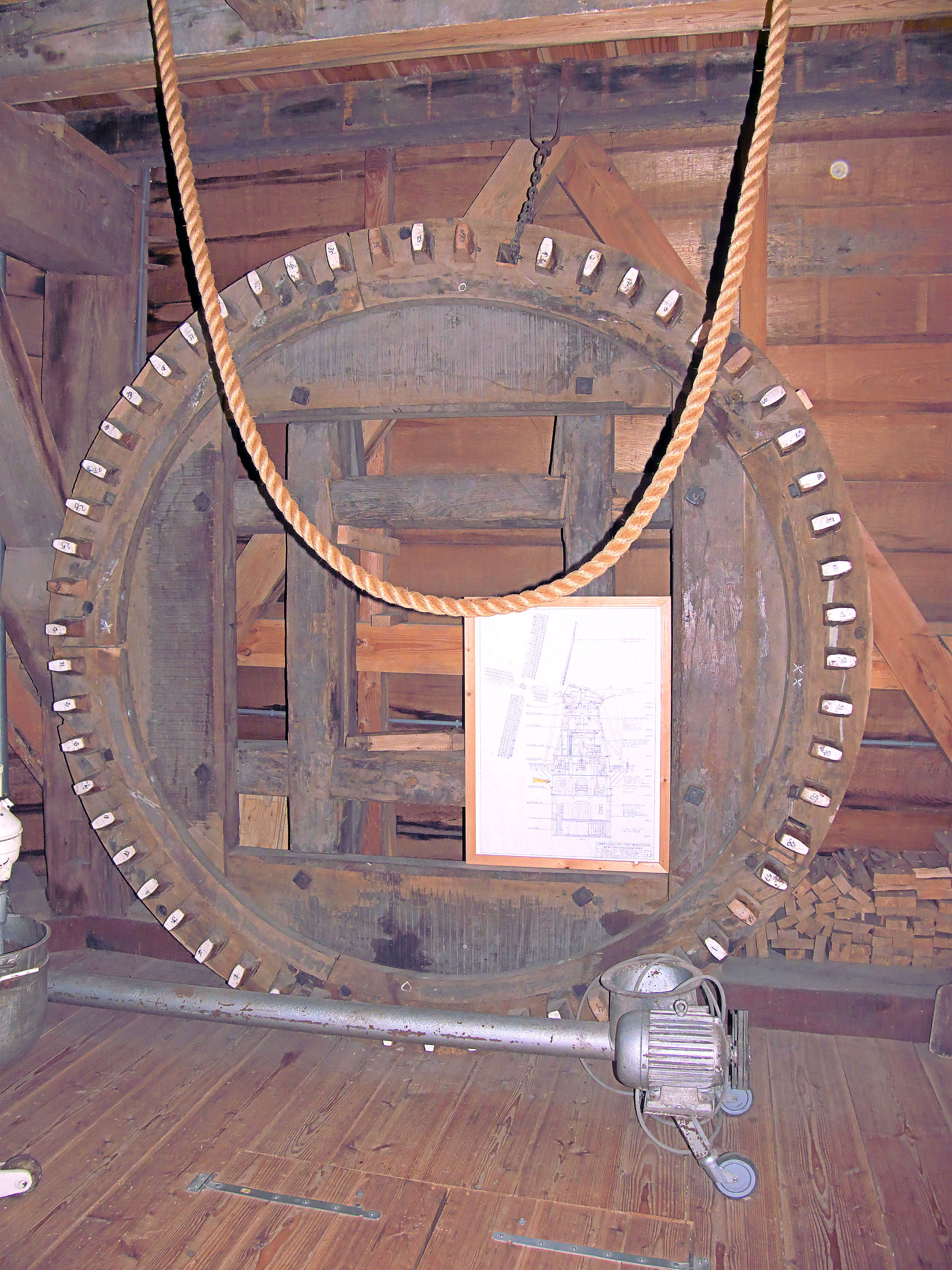
Het voormalige bovenwiel